# 林孝桐
林孝桐（1956年4月—），浙江蒼南人，是中國武術家，雄奇拳五基法第22代传人。中國武術七段。

## 生平
出生於平阳钱库（現為苍南縣），家族世代習武；其祖上林倪在吳越國官至節度使，首創「五基法」。林孝桐9岁時隨父親林中阳習武，16歲時拜雄奇派拳師林仲合為師，年僅27歲時就已在浙江和福建的多家武術館担任總教練。
2012年，其傳承的雄奇拳五基法被列入温州市第六批非物质文化遗产名录。2016年擔任国际武道联盟总部副秘书长。2017年晉升中國武術七段。

## 外部連結
- 《体育在线》 20141002 体验真功夫 雄奇南拳